# Radio 4 de noviembre
Radio 4 de noviembre fue una radio clandestina perteneciente al Movimiento Revolucionario Túpac Amaru (MRTA) como parte del aparato de agitación y propaganda de la organización terrorista.

## Historia
En 1984 inició sus operaciones la Radio Imperial como parte del aparato subversivo del MRTA. Como parte de su estrategia de toma del poder, el MRTA dispuso la creación del boletín Venceremos y una radio, la Radio 4 de noviembre. El 16 de junio de 1985 inició sus operaciones la Radio 4 de noviembre interfiriendo el audio del canal 5. El nombre de la emisora deriva de la fecha de inicio de la rebelión de Túpac Amaru II. El modo de operación de la emisora clandestina era interceptando las señales de los medios oficiales. El 28 de julio de 1985, interfirió el discurso de despedida del entonces presidente Fernando Belaúnde Terry. La radio tuvo una corta duración.